# Pan Kuleczka

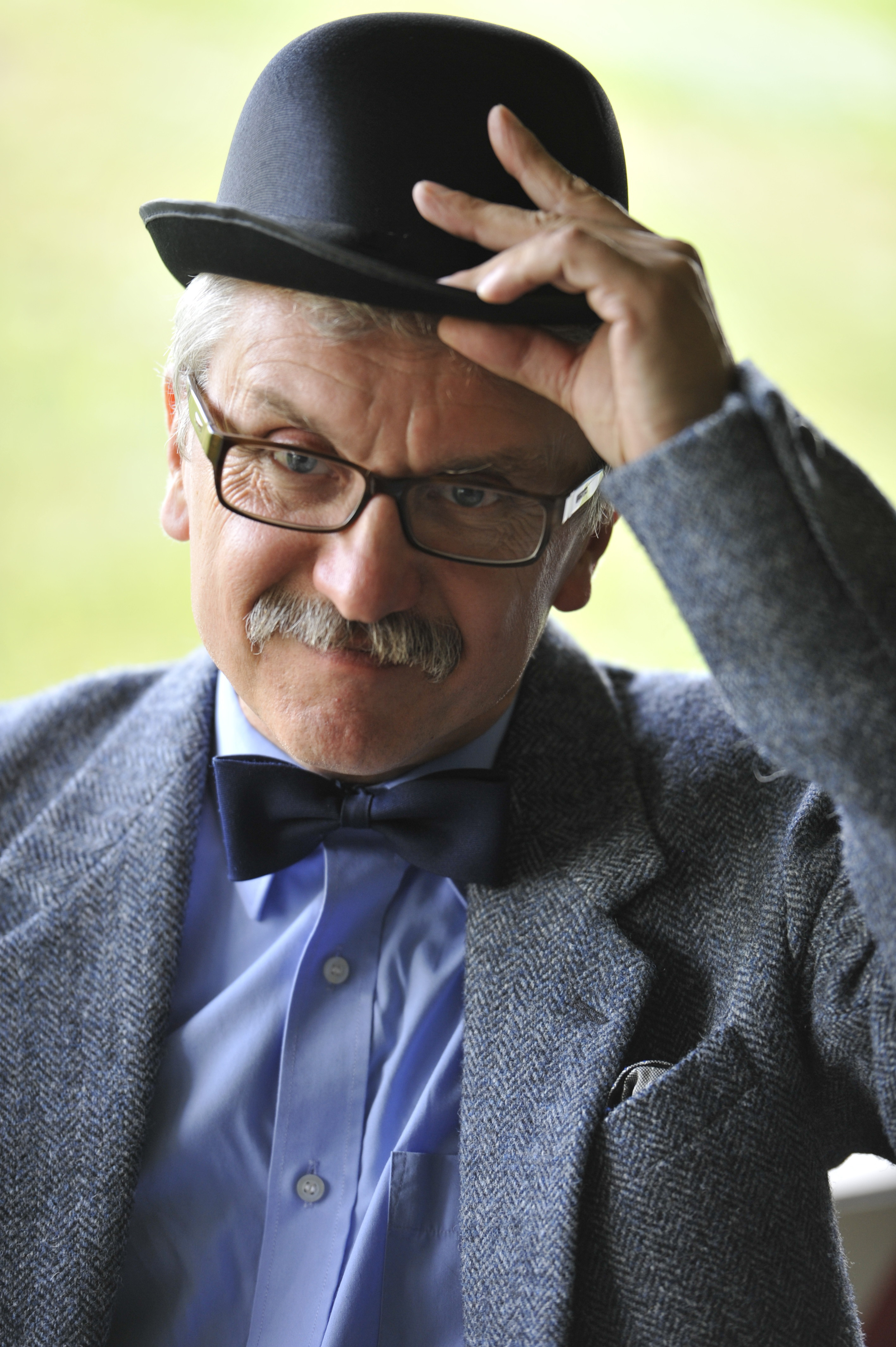
Wojciech Widłak, autor serii

Pan Kuleczka – postać fikcyjna, bohater serii książek dla dzieci autorstwa Wojciecha Widłaka, zilustrowanych przez Elżbietą Wasiuczyńską. Książki o Panu Kuleczce ukazują się nakładem wydawnictwa Media Rodzina.
Pan Kuleczka występuje w krótkich, barwnie ilustrowanych opowiadaniach, które początkowo publikowane były w miesięczniku Dziecko.
Tytułowy bohater jest typem idealnego dorosłego – jednocześnie tolerancyjnego, ale i uczącego poszanowania dla zasad i reguł życia. Ma troje podopiecznych: rozbrykaną kaczkę Katastrofę, spokojnego psa Pypcia i małomówną muchę Bzyk-Bzyk. Każde z nich znacząco różni się od siebie, ale jest równie mocno kochane przez Pana Kuleczkę, niezależnie od swoich wad.
Bohaterowie razem przeżywają zwykłe-niezwykłe przygody, a historie przedstawione w książkach emanują ciepłem, spokojem i przyjaźnią oraz uczą, jak cieszyć się z najmniejszych – pozornie najmniej znaczących – drobiazgów.
Opowiadania o Panu Kuleczce skierowane są do dzieci w każdym wieku. Wielka popularność książek sprawiła, że wydane zostały również puzzle, plakaty, obrazki na ścianę oraz kalendarze z bohaterami opowiadań.
W 2007 Elżbieta Wasiuczyńska z grupą przyjaciół postanowiła założyć eksperymentalny teatr dla dzieci Szklana Kula, Zielone Słońce. Pierwszy spektakl tego teatru to Pan Kuleczka pokazany w Białostockim Teatrze Lalek, z którym teatr nawiązał stałą współpracę.
Opowiadania o Panu Kuleczce ukazują się również w wersji audio, czytane przez popularnego aktora Krzysztofa Globisza.

## Książki wydane w ramach serii
- Pan Kuleczka (2002)
- Pan Kuleczka. Skrzydła (2003)
- Pan Kuleczka. Spotkanie (2004)
- Pan Kuleczka. Światło (2006)
- Pan Kuleczka. Dom (2008)
- Pan Kuleczka. Radość (2012)
- Pan Kuleczka. Marzenia (2016)
- Pan Kuleczka. Skarby (2018)
- Pan Kuleczka. Niespodzianki (2022)

- Pan Kuleczka cz. 1 audiobook (2007) zawiera opowiadania z tomów Pan Kuleczka i Pan Kuleczka. Skrzydła
- Pan Kuleczka cz. 2 audiobook (2008) zawiera opowiadania z tomów Pan Kuleczka. Spotkanie i Pan Kuleczka. Światło
- Pan Kuleczka cz. 3 audiobook (2013) zawiera opowiadania z tomów  Pan Kuleczka. Dom i Pan Kuleczka. Radość
- Pan Kuleczka cz. 1 i 2 audiobook (brak daty wydania, dodatek do czasopisma Dziecko) czyta Wojciech Billip